# Seweryn Fredro
Seweryn Fredro herbu Bończa (ur. 6 grudnia według różnych źródeł w 1785 lub 1787 w Nienadowej, zm. 30 kwietnia 1845 we Lwowie) – oficer napoleoński, ziemianin. Urodził się jako drugi syn Jacka i Marii z Dembińskich.
Brat Jana Maksymiliana, Aleksandra, Henryka Emiliana, Edwarda i Juliana.
W 1806 wstąpił do wojska jako podporucznik w 2. pułku piechoty, po zakończeniu kampanii z IV koalicją antyfrancuską mianowany porucznikiem, od 1807 pułku lekkokonnych gwardii. W 1808 ranny pod Avignano i awansowany na kapitana. Za bitwę pod Wagram otrzymał krzyż kawalerski Orderu Legii Honorowej (16 sierpnia 1809), w 1809 przedstawiony do Orderu Zjednoczenia (przyznany mu ostatecznie w 1813), a w rok później odznaczony krzyżem kawalerskim Orderu Virtuti Militari (10 listopada 1810). Uczestnik kampanii rosyjskiej w 1812, brał udział bitwie pod Dreznem, a w bitwie pod Peterswalde (17 września 1813) dowodzona przez niego szarża 1. Pułku Szwoleżerów-Lansjerów Gwardii Cesarskiej zniosła 5 szwadronów huzarów. Do niewoli wzięto syna gen. Gebharda Blüchera. Za bitwę otrzymał krzyż oficerski Orderu Legii Honorowej.
Po czasowej niewoli osiadł w 1814 w dobrach Nowosiółki w powiecie rudeckim. W powstaniu listopadowym nie wziął udziału, ale uczestniczył w komitecie lwowskim organizującym pomoc Galicji dla powstania. Ożenił się z Domicellą z Konarskich, z którą miał jedną córkę Sewerynę, późniejszą żonę Ludwika Skrzyńskiego.
Wraz z bratem Aleksandrem niemal co roku bywał w Szczawnicy. Od jego imienia nazwano część tego miasta Sewerynówką.